# Erich Syri
Erich Syri (* 8. Dezember 1937 in Andernach; † 8. September 2022 in Lampertheim) war ein deutscher Opernsänger (Bass).

## Leben
Nach einem ersten Gesangsunterricht bei Elly Lauer in Neuwied studierte Erich Syri bei Professor Clemens Glettenberg an der Staatlichen Hochschule für Musik in Köln Gesang. Sein Debüt als Sarastro in Mozarts Zauberflöte war 1962 in Passau am Südostbayerischen Städtebundtheater. Sein erstes Engagement als „seriöser Bass“ (Fachbezeichnung) hatte er am Landestheater Linz, von 1963 bis 1966. Von 1966 bis 1968 war er am Landestheater Saarbrücken beim Intendanten Hermann Wedekind und GMD Siegfried Köhler in gleicher Position engagiert. Es folgte eine Spielzeit am Stadttheater Freiburg im Breisgau bei Hans-Reinhard Müller und GMD Leopold Hager.
1969 wurde er von GMD Horst Stein an das Nationaltheater Mannheim verpflichtet, wo er bis 1999 wirkte.
Syri war an Uraufführungen beteiligt bei Helmut Eders Der Kardinal in der Titelrolle, bei Giselher Klebes Der jüngste Tag als Wirt oder bei Dávid Kovács Medea als Orest und als Mitautor und Darsteller des Josef Bieder in dem Einpersonenstück Die Sternstunde des Josef Bieder von Eberhard Streul. Ebenso trat er als Konzert- und Oratoriensänger auf.

## Rollen (Auswahl)
- Pimpinone – Pimpinone oder Die ungleiche Heirat (Georg Philipp Telemann)
- Baculus – Der Wildschütz (Albert Lortzing)
- Pogner – Die Meistersinger von Nürnberg (Richard Wagner)
- Hagen – Götterdämmerung (Richard Wagner)
- Fasolt – Das Rheingold (Richard Wagner)
- Fafner – Das Rheingold (Richard Wagner)
- Daland – Der fliegende Holländer (Richard Wagner)
- Graf Waldner – Arabella (Richard Strauss)
- Procolo – Viva la Mamma (Gaetano Donizetti)
- König Philipp – Don Carlos (Giuseppe Verdi)
- Mephisto – Margarethe (Charles Gounod)
- Lothario – Mignon (Ambroise Thomas)
- Heiratsvermittler Kezal – Die verkaufte Braut (Bedřich Smetana)
- Kontschak – Fürst Igor (Alexander Porfirjewitsch Borodin)
- Kardinal – Die Jungfrau von Orleans (Pjotr Iljitsch Tschaikowski)
- Athlet – Lulu (Alban Berg).

## Ehrungen
- 1989 Ernennung zum Baden-Württembergischen Kammersänger durch Ministerpräsident Lothar Späth.